# František Schwarzenberg
František Schwarzenberg (německy Franz Prinz von Schwarzenberg; 24. března 1913 Praha – 9. března 1992 Unzmarkt, Štýrsko, Rakousko) byl český šlechtic z orlické větve Schwarzenbergů, úředník, diplomat, profesor a majitel zámku Nalžovice.

## Život
Narodil se 24. března 1913 v Praze jako druhý syn a poslední ze dvou potomků Karla V. Schwarzenberga (1886–1914) a jeho manželky Eleonory, rozené Clam-Gallasové (1887–1967). Při křtu dostal jméno František Bedřich Maria Josef Jan Nepomucký Adolf Eduard Paschalis Gabriel ze Schwarzenbergu.
Za první republiky na doporučení Edvarda Beneše působil na ministerstvu zahraničí. V letech 1939–1940 působil více než rok v Kanceláři státního prezidenta Emila Háchy. Dne 6. října 1939 přinesl k rukám Emila Háchy deklaraci, ve které se hovořilo o tom, že se česká šlechta připojila k českému národu. Nedlouho po té byl jmenován František Schwarzenberg do čela mládeže v Národním souručenství. Účastnil se květnového povstání v roce 1945 jako spojovací důstojník generála Karla Kutlvašra a byl členem České národní rady. Pro ni překládal prohlášení o převzetí moci do francouzštiny a angličtiny. Po válce pracoval na ministerstvu zahraničí a jako československý velvyslanec ve Vatikánu. Vlastnil zámek v Nalžovicích, který byl za války zkonfiskován Němci. Po válce jej obsadila Rudá armáda a v roce 1948 mu byl vyvlastněn. Po únoru 1948 zůstal v zahraničí a odešel do USA. Zde na Katolické univerzitě v Chicagu přednášel jako profesor politologii a po roce 1980 se odstěhoval do Rakouska, kde žil ve štýrském Unzmarktu.
Po roce 1990 mu byl zámek i se 400 ha lesa vrácen v restituci. Pochován byl 15. března 1992 v Murau. Později byly jeho ostatky převezeny do rodinné hrobky v Orlíku nad Vltavou.

## Rodina
Dne 23. května 1944 se František Schwarzenberg v Dolních Beřkovicích oženil s Amálií Františkou z Lobkovic (25. leden 1921 Dolní Beřkovice – 3. duben 2013 Vídeň, pohřbena v Orlíku nad Vltavou), dcerou Marii Leopolda z Lobkowicz (7. červenec 1888, Dolní Beřkovice – 15. květen 1933, Praha) a jeho manželky (sňatek 11. duben 1918 Vídeň) Františky z Montenuova (22. srpen 1893, Margarethen am Moos, Dolní Rakousy – 3. listopad 1972, Wels). Měli spolu 3 děti (2 dcery a 1 syna):
- 1. Ludmila (* 25. 7. 1945, Praha)
  - ∞ (14. 2. 1998, Salebury) Carl Barton Hess (28. 10. 1912, Chicago – 15. 2. 2011 New York)
- 2. Isabela Eleonora (* 22. 6. 1946 Řím)
  - ∞ (civilně 15. 7. 1970, Gräfelfing bei München a církevně 25. 7. 1970, Vídeň) Louis z Harnieru a Regendorfu (* 3. 7. 1938, Mnichov)
- 3. Jan Nepomuk (* 19. 2. 1957 Chicago)
  - ∞ (19. 9. 1982, Unzmarkt) Regina Hogan (* 22. 10. 1949, Milford, Massachusetts, USA), jejich syn:
    - Alexander Holden (* 5. 4. 1984, Newport, Rhode Island, USA)

## Vyznamenání
- Řád Tomáše Garrigua Masaryka, II. třída
- V roce 2013 mu byla udělena Cena Václava Bendy (in memoriam).[5]